# Municipio de Novi
El municipio de Novi (en inglés: Novi Township) es un municipio ubicado en el condado de Oakland en el estado estadounidense de Míchigan. En el año 2010 tenía una población de 150 habitantes y una densidad poblacional de 546,37 personas por km².

## Geografía
El municipio de Novi se encuentra ubicado en las coordenadas 42°27′25″N 83°28′57″O / 42.45694, -83.48250. Según la Oficina del Censo de los Estados Unidos, el municipio tiene una superficie total de 0.27 km², de la cual 0,27 km² corresponden a tierra firme y (0 %) 0 km² es agua.

## Demografía
Según el censo de 2010, había 150 personas residiendo en el municipio de Novi. La densidad de población era de 546,37 hab./km². De los 150 habitantes, el municipio de Novi estaba compuesto por el 94,67 % blancos, el 3,33 % eran asiáticos, el 0,67 % eran de otras razas y el 1,33 % eran de una mezcla de razas. Del total de la población el 4 % eran hispanos o latinos de cualquier raza.